# Baie de Magdalena
Pour le groupe de musique, voir Magdalena Bay.
La baie de Magdalena (en espagnol Bahía Magdalena) est une baie de la côte pacifique de la presqu'île mexicaine de Basse Californie  (État de Basse-Californie du Sud). Longue de 50 km, elle est protégée de l'océan Pacifique par la barrière sablonneuse des îles Magdalena et Santa Margarita.
La baie est un lieu de migration saisonnière des baleines grises qui y viennent passer l'hiver. 
En 1908, 16 navires de guerre américain de la Grande flotte blanche y fit relâche et y pratiqua des tirs d'entrainement. 